# PLAN6 CHANNEL9
『PLAN6 CHANNEL9』(ぷらんしっくす　ちゃんねるないん)は、2016年に公開された日本映画。監督、脚本は島田角栄。

## 概要
高円寺のパンクショップを舞台に、ロックを歌いながら服を選ぶシングルマザーの女店主と、店に集まってくる風変わりな客たちの人間模様を描く。主演は矢沢洋子。

## キャスト
- マヒル：矢沢洋子
- ：大川裕明
- 尼僧：鳥居みゆき
- ：ハリウッドザコシショウ
- ：古市コータロー
- ：ＵＧ
- ：杉作J太郎
- ：掟ポルシェ
- ：大地洋輔
- ：マメ山田
- ：ザ・クレイジーSKB
- ：川本三吉
- ：ジョニー大蔵大臣
- ：中井正樹
- ：松本渚
- ：PIGGY BANKS
- ：リカヤ・スプナー

## スタッフ
- 監督・脚本：島田角栄
- プロデューサー：本田武市、林哲次
- 撮影：上田誠
- 助監督：高木佑也、泉尾理江、松本優作
- 制作：水取拓也、岩切千穂
- 音楽監督：昭和ポルノ劇団、ツリイテツヤ
- 整音：木本幸弘
- CG：DOC
- 衣装：渡邉羊野洋服店、魔法少女元帥
- メイク：melon
- 宣伝美術：DUBSIGN

- 配給・製作：T.O Entertainment,Inc.